# Sattelklemme

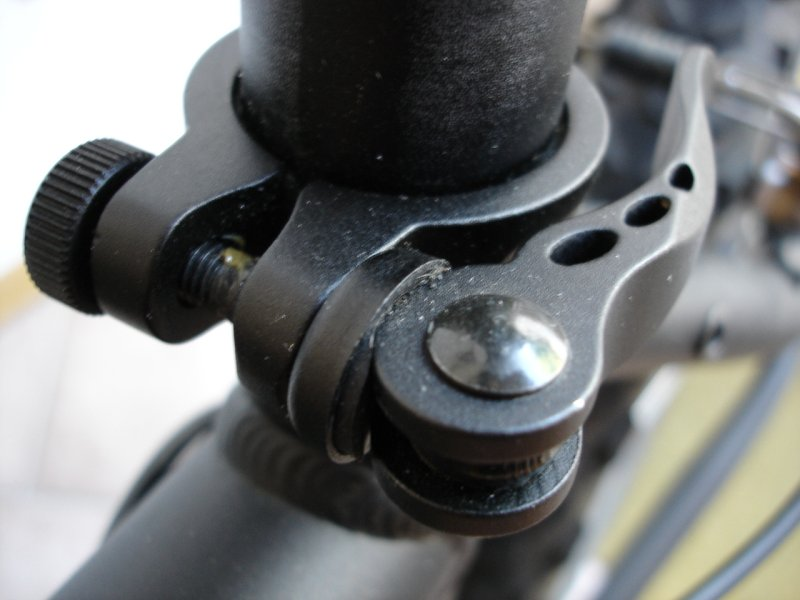
Sattelstützenklemme mit Schnellspanner

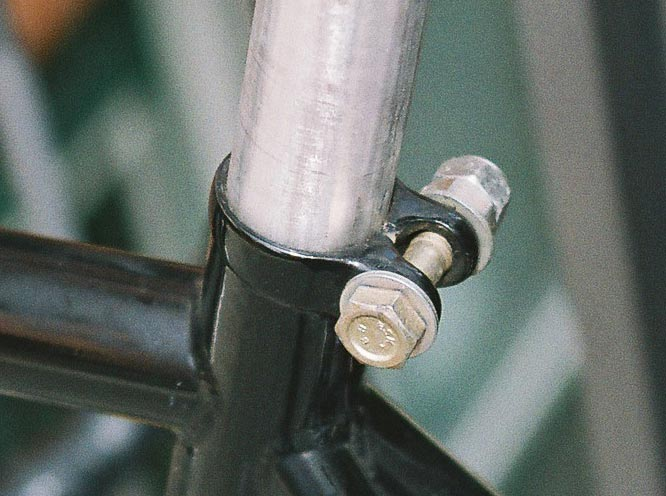
Handelsübliche Maschinenschraube (mit zweiter Unterlegscheibe und Kontermutter) als Ersatz für eine verschlissene Spannschraube

Eine Sattelstützenklemme ist eine Klemme, welche die in den Rahmen eines Fahrrades eingeschobene Sattelstütze fixiert.
Meist bestehen solche Klemmen aus Aluminium, besonders leichte Klemmen auch aus CFK mit Titanschrauben. Bei einfachen Fahrrädern sind sie Bestandteil des Sitzrohres, das im oberen Abschnitt geschlitzt und als Klemmschelle ausgebildet ist (insbesondere bei einfachen Rahmen nach dem System Pletscher).
Auf dem Markt existieren drei gängige Varianten von Sattelstützenklemmen:
- Schnellspanner (Exzenterspanner)
- Klemmung mittels Innensechskantschraube oder mittlerweile mittels Torx
- Klemmung mit einem speziellen Klemmbolzen, Unterlegscheibe und Hutmutter

Der Durchmesser der Sattelstützenklemme wird bezogen auf den Außendurchmesser des Sattelrohrs angegeben. Gängige Durchmesser für die Klemmen sind 31,8 und 34,9 mm.
Die Qualität solcher Sattelstützenklemmen bemisst sich an ihrer Klemmwirkung und, besonders beim Rennrad, am Gewicht.